# Všívaný koberec
Všívaný koberec je plošná textilie zhotovená strojním nebo ručním všíváním (tufting) do podkladové tkaniny.
Článek pojednává jen o strojně všívaných kobercích. Ručně všívanými koberci se zabývá článek Tuftování. 

## Z historie všívaných koberců
Za začátek strojního všívání se považují pokusy s šicím strojem s 12 jehlami ve 20. letech 20. století. První stroje pro průmyslovou výrobu všívaných koberců jsou známé teprve od roku 1955. Výroba se potom rychle rozšířila, na moderních strojích se vyrábějí koberce až 5 metrů široké s nejjemnějším dělením jehel 8/cm při max. 1000 obr./min.  V 21. století však stagnuje celosvětový obchodní obrat tuftovanými koberci (v období 2012-2022 téměř konstantně na s cca 7 miliardách USD za rok). Na celosvětovém exportu se např. v roce 2022 podílely: Čína 21, Nizozemsko 13, Belgie 12 %.

## Druhy všívaných koberců

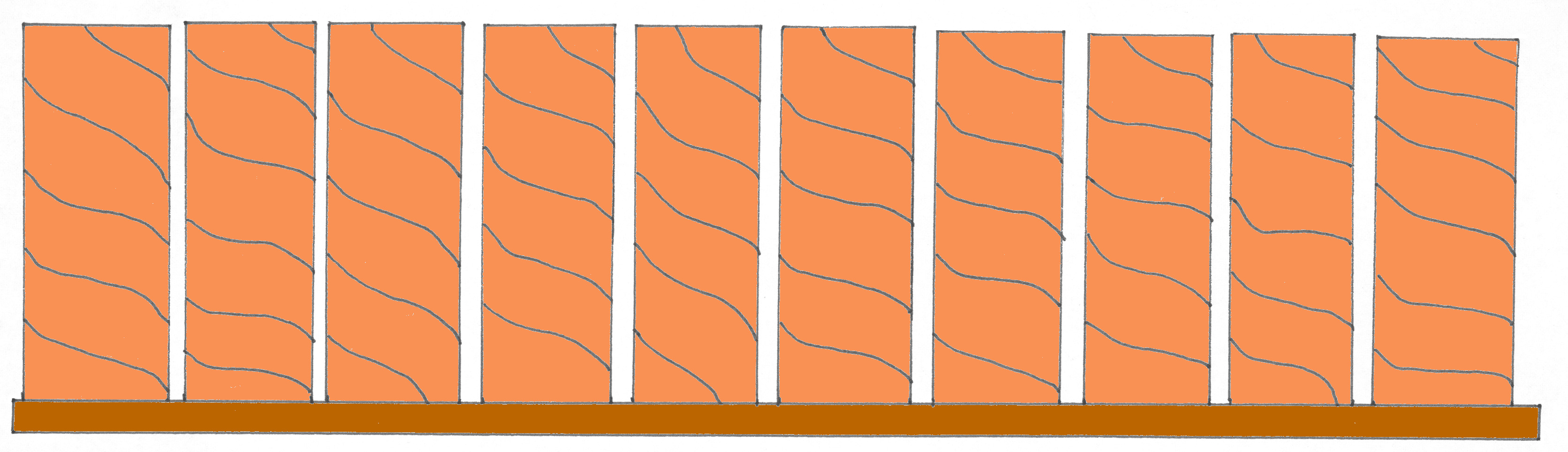
Schéma koberce se střiženým vlasem

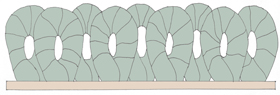
Schéma struktury smyčkového všívaného koberce

Podle povrchové struktury (a způsobu všívání) se obvykle dělí na:
- Koberce se střiženým vlasem, ke kterým patří zejména:
  - plyš (velmi nízký zákrut vlasových nití, konce vlasů se smíchávají a tvoří hladký povrch, zatížení zanechává „stíny“, šlápoty zanechávají na různých místech rozdílnou stopu)
  - saxony (z pařené příze, konce vlasů se nesmíchávají)
  - frizé (vlasové nitě s  vysokým zákrutem, dobře skrývá otlaky a zašpinění)
- Koberce s uzavřenými smyčkami
  - s jednotnou výškou smyček, např. berber (uhlazené smyčky mají podobný vzhled jako vázané uzly)[5]
  - s výškou smyček na více úrovních (např. shag)
- Koberce s kombinací uzavřených a stříhaných smyček (včetně plastických efektů, čtverců, cikcak, kudrlinek)[6] [7]

## Vlastnosti
Vlastnosti, které mají podstatný vliv na užitnou hodnotu koberců: 
- Druh materiálu: V roce 2017 se udávaly podíly na celosvětově spotřeba v %:  polypropylenová vlákna 50, polyamidová vlákna 40, ovčí vlna| 5%.[3] Mimo těchto se používaly také příze z polyesteru a z viskózy.
- Hustota, váha a výška vlasu

V USA se používá ke zjištění hustoty (D) matematický vzorec
{\displaystyle D={\frac {36W}{H}}} nebo  {\displaystyle D={\frac {36W}{T}}}
kde W= váha v unce /yard², H výška  nebo T tloušťka v  palcích, 36 = konstanta). Číselná hodnota se pohybuje v rámci cca 1000-3000.
- Zákrut vlasových nití: Většina přízí má skací zákrut 10-240 T/m.[9]

Písemné doklady ke každému koberci nabízeném k prodeji maji (podle názoru některých odborníků) obsahovat číselné údaje o těchto vlastnostech.   
Souhrn vlastností označených určitým počtem bodů má vyjádřit  užitnou hodnotu koberce. Například:
| Hustota            | 1400       | 1800       | 2100        | 1400 | 1800        | 2100    | 1800   | 2100        |
| ------------------ | ---------- | ---------- | ----------- | ---- | ----------- | ------- | ------ | ----------- |
| Počet bodů         | 5          | 20         | 25          | 30   | 35          | 40      | 40     | 45          |
| Výška smyček (mm)  | 38         | 32         | 25          | 22   | 19          | 17      | 13     | 8           |
| Počet bodů         | 10         | 15         | 20          | 20   | 25          | 30      | 35     | 35          |
| Váha smyček (g/m²) | 540        | 750        | 935         | 1120 | 1240        | 1400    | 1560   | 1870        |
| Počet bodů         | 10         | 15         | 20          | 25   | 30          | 35      | 35     | 35          |
| Zákrut příze (T/m) | 158        | 177        | 197         | 217  | 236         | 256     | 276    | 296         |
| Počet bodů         | 0          | 5          | 10          | 20   | 25          | 30      | 35     | 35          |
| Nešpinivá úprava   | Stainguard | Scotchgard | Permashield | R2X  | Smartstrand | Triexta | Sorona | Stainmaster |
| Počet bodů         | 5          | 5          | 5           | 10   | 20          | 20      | 20     | 25          |

K součtu bodů z tabulky se má připojit hodnocení materiálů použitých ve vlasových přízích s následujícím počtem bodů:
polyesterová vlákna =10, polypropylenová vlákna = 35, viskózová vlákna =45, polyamidová vlákna PA 6 = 55 a PA 6.6 = 60
Celkový počet bodů se pohybuje asi od 50 do 300. Pro předpokládanou intenzitu a četnost  zatížení se doporučují koberce s určitým počtem bodů, např.:
| Intenzita a četnost zatížení (foot traffic) | Počet chodců za den | Počet bodů |
| ------------------------------------------- | ------------------- | ---------- |
| velmi nízká intenzita a frekvence (light)   | do 100              | do 120     |
| občasné použití (moderate)                  | 100 - 1000          | 120-146    |
| vyšší frekvence zatížení (heavy)            | 1000 - 10 000       | 150-199    |
| značné zatížení (extra heavy)               | nad 10 000          | nad 200    |